# 南花沢のハナノキ

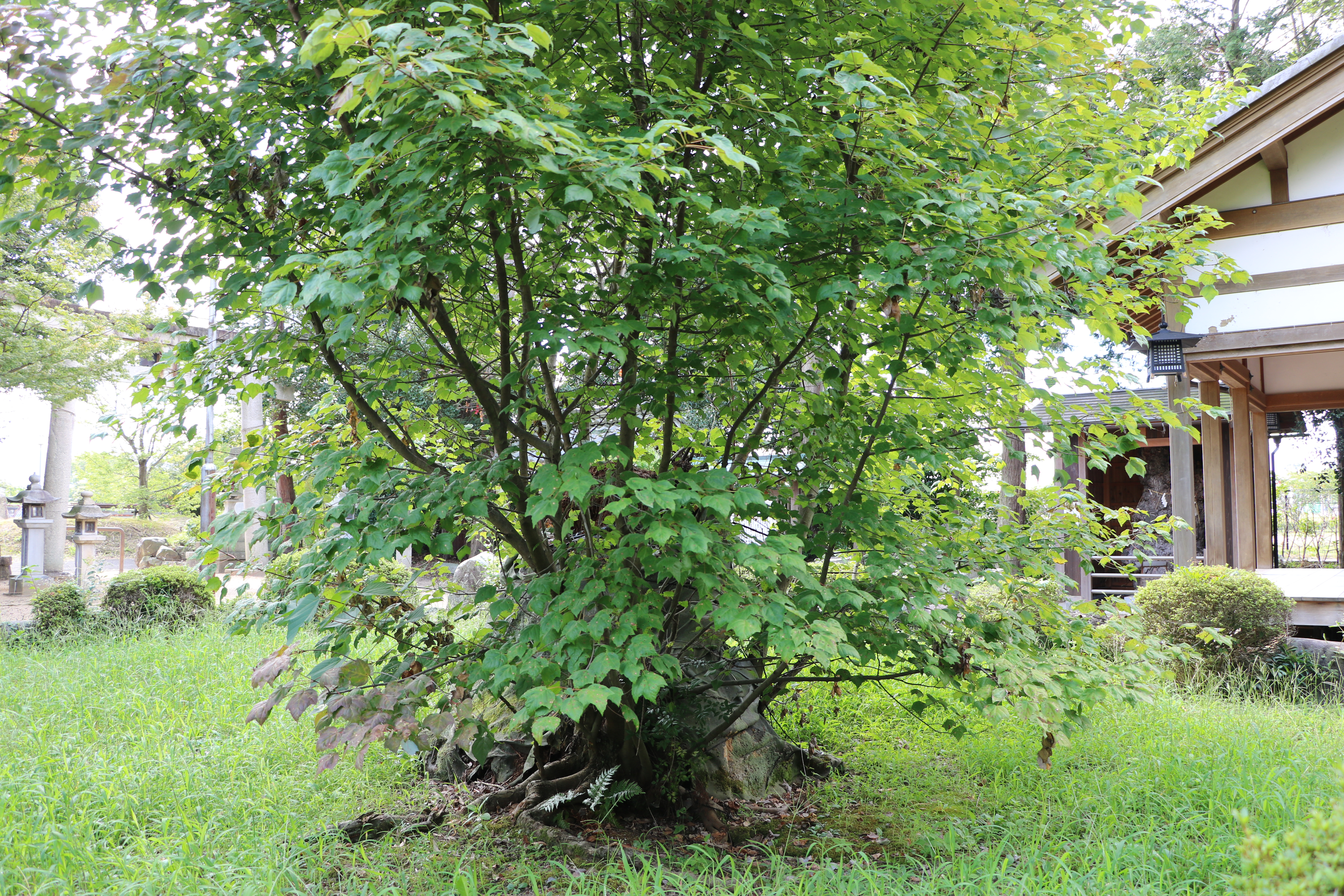
南花沢のハナノキ。2019年9月6日撮影。

南花沢のハナノキ（みなみはなざわのハナノキ）は、滋賀県東近江市南花沢町にある国の天然記念物に指定されたハナノキである。
ハナノキ（花の木、学名 Acer pycnanthum）は長野県・岐阜県・愛知県の3県を中心とする、おもに木曽川流域の湿地周辺に自生するカエデ科カエデ属の落葉樹である。南花沢のハナノキの生育地の近隣にも同じく国の天然記念物に指定された北花沢のハナノキがあるが、いずれも自生地である木曽川流域の自然分布域からは外れた場所にあるため、両木とも他所から移植されたものと考えられており、南花沢の本樹はハナノキとして日本国内最西端に生育している。
国の天然記念物に指定されたハナノキは日本全国に、自生地としてのものが6件、個体としてのものが3件（株）あるが、個体指定木3株中の2株が互いに600メートルほどしか離れていない南花沢および北花沢のハナノキである。いずれもハナノキの巨木として有数のものであることから、それぞれが1921年（大正10年）3月3日に国の天然記念物に指定された。

## 解説
南花沢のハナノキは滋賀県東近江市南花沢町の八幡神社境内に生育するハナノキの雄株で、同社の神木にもなっている。この場所は同じ樹種のもうひとつの国の天然記念物である北花沢のハナノキから、国道307号を約600メートルほど南南西へ向かった南花沢交差点の南東角に位置している。南花沢地区および北花沢地区から東方向へ約3キロメートルほどの場所に湖東三山のひとつ百済寺があり、南北2本のハナノキは百済寺を開基したとされる聖徳太子が同寺建立の際当地を訪れ、仏法の繁栄を祈願してこの地区の南北に1本ずつ御供えの箸を刺したところ、それぞれが大きく成長して南北2本のハナノキになったという伝承が残されており、地域の人々はこれら2本のハナノキを崇拝の対象とし、今日でも病気平癒、安産の神として敬われている。
また、1734年（享保19年）に完成した地誌、『近江輿地志略』の、巻之七十三 愛智郡 南花澤村では次のように書かれている。
| 花の樹 南花澤村にあり。北花澤村にも一株有。異樹なり。古昔より其名をいはす。唯花澤の花の木といふ。 春秋の彼岸に花咲。夏梢にて秋葉落。相傳。上宮太子百濟寺を建立し。自誓て曰。吾建立する所の百濟寺、仏繁榮相續して……（中略）…… 供御の箸を二本南北二村花澤に壹本づつ突さし給ふに、斯の如く繁茂すると云々。…… |
| 『近江輿地志略』 巻之七十三 愛智郡 南花澤村 |

このように記されており、この樹木が江戸時代からよく知られていたことが分かる。

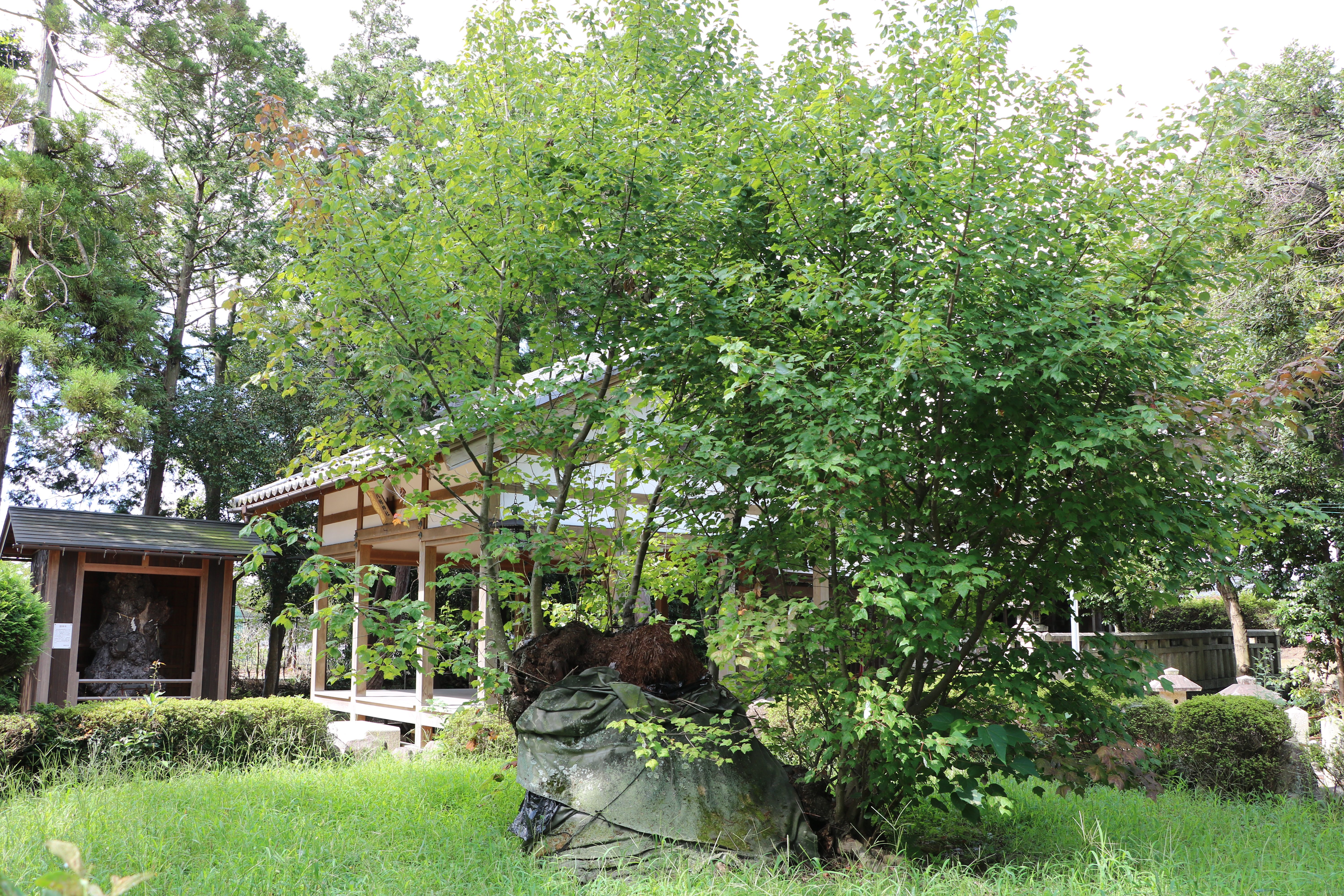
倒壊した主幹の周囲から若い枝が成長している。左奥に倒壊した主幹が展示保管されている。 2019年9月6日撮影。

植物学者の本田正次が1958年（昭和33年）にまとめた『植物文化財 天然記念物・植物』によれば、南花沢のハナノキの大きさは、目通り幹囲約3.64メートルあり、これはハナノキとして有数の巨木であると解説されており、1995年（平成7年）に講談社より発行された『日本の天然記念物』では、地上1.3メートルの幹囲は5.2メートル、樹齢250年以上とされ、1990年（平成2年）に開催された国際花と緑の博覧会では、花博協会と読売新聞社が選定した新・日本名木100選のひとつに選ばれるなど、ハナノキとしては日本最大の巨樹であった。
2000年代に入ると樹勢が衰えはじめたため、当時の湖東町教育委員会により、自然分布域である岐阜県より雌の苗木を取り寄せて補植し、2009年（平成21年）2月からは東近江市によりハナノキ周辺の土壌改良や、南側の幹に支柱を設置するなど保護、樹勢回復に取り組んでいたが、落雷等の影響により空洞になっていた主幹が腐朽し、2010年（平成22年）8月4日に倒壊してしまった。
ただし枯死だけははまぬがれ、その後は残存した西側の枝を中心に新たな芽や枝が成長し始め、主幹が倒壊した翌年の春も多くの花を咲かせた。

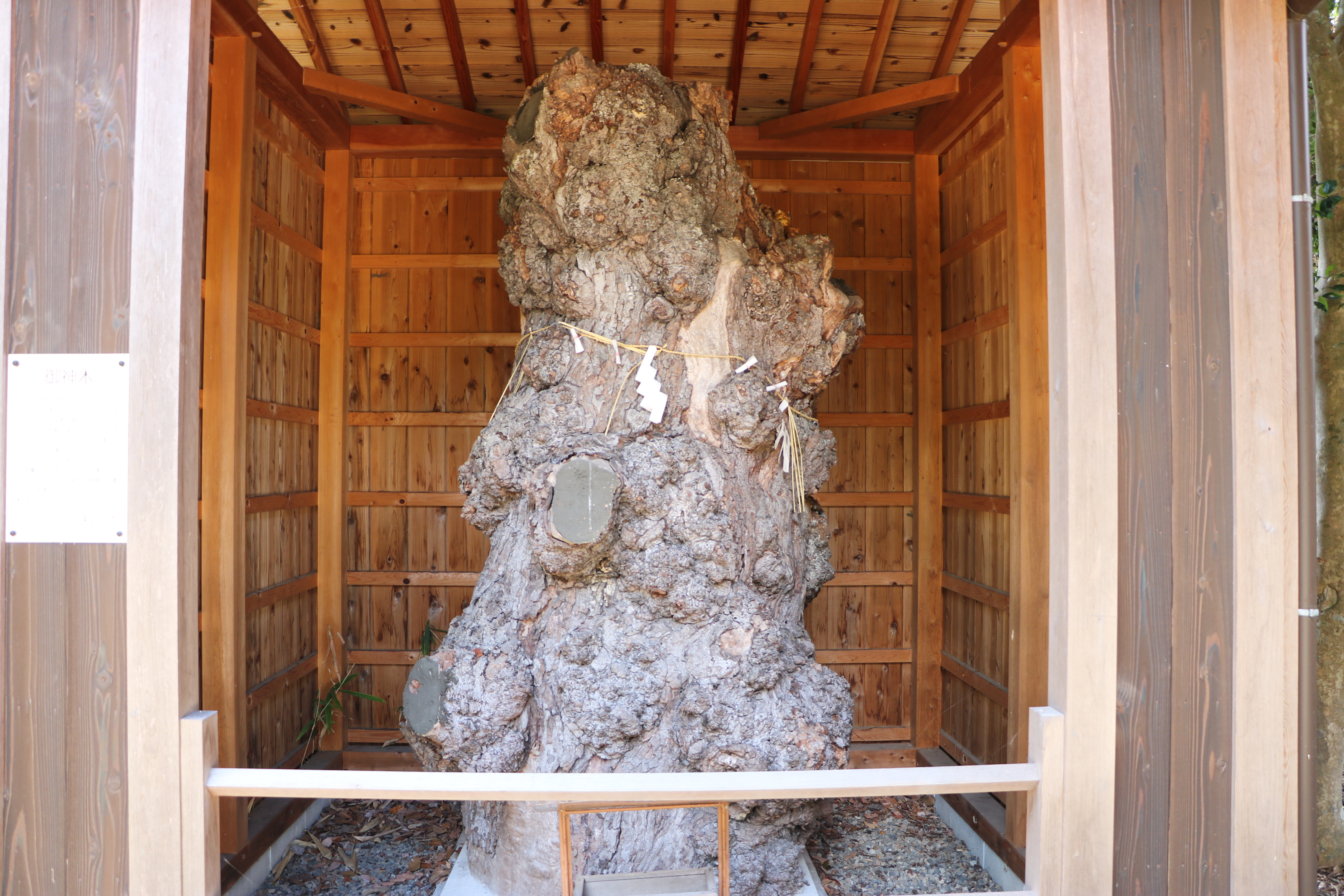
2010年（平成22年）8月4日に倒壊した主幹。拝殿横に安置され注連縄が張られ展示保管されている。
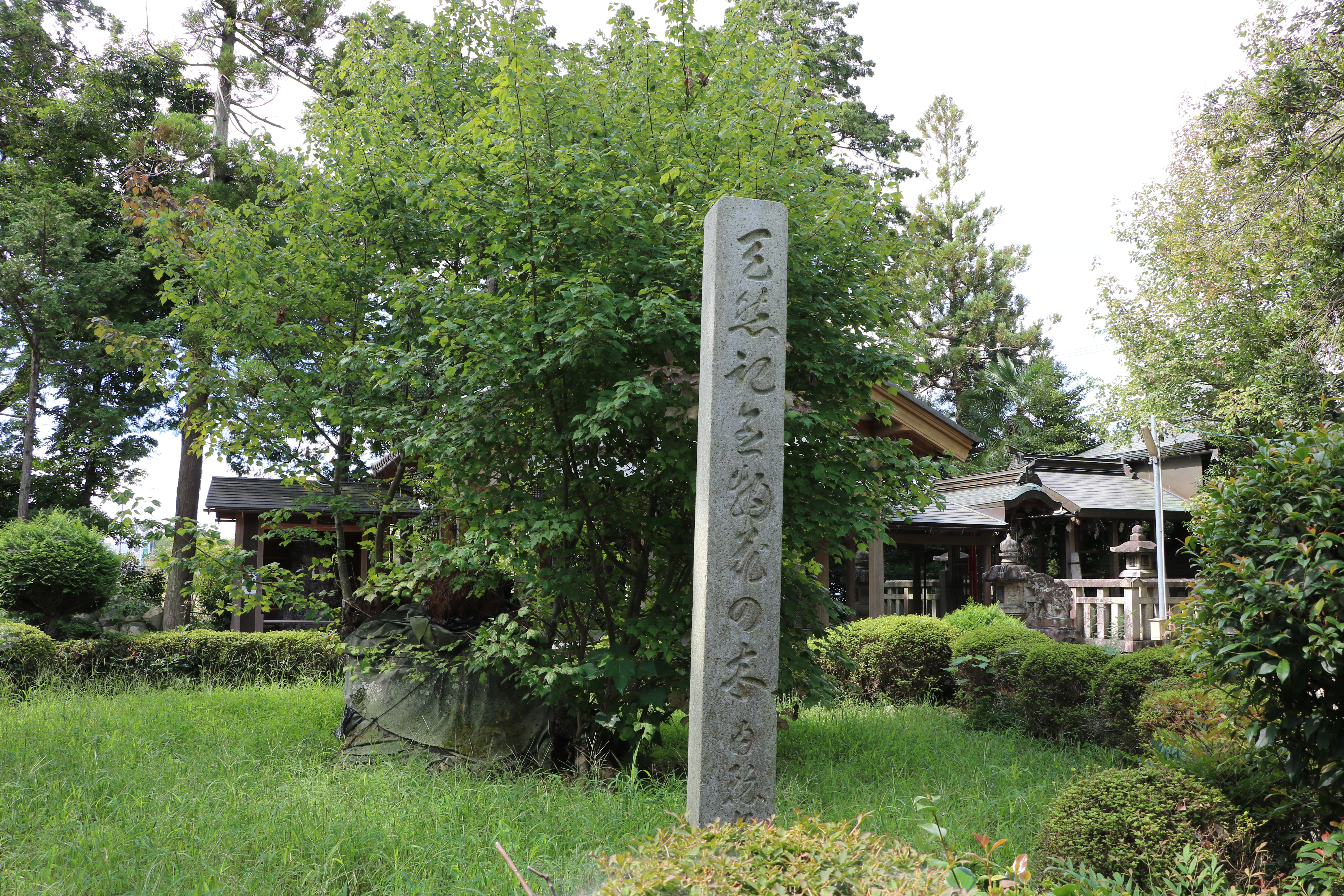
天然記念物石碑と指定木。
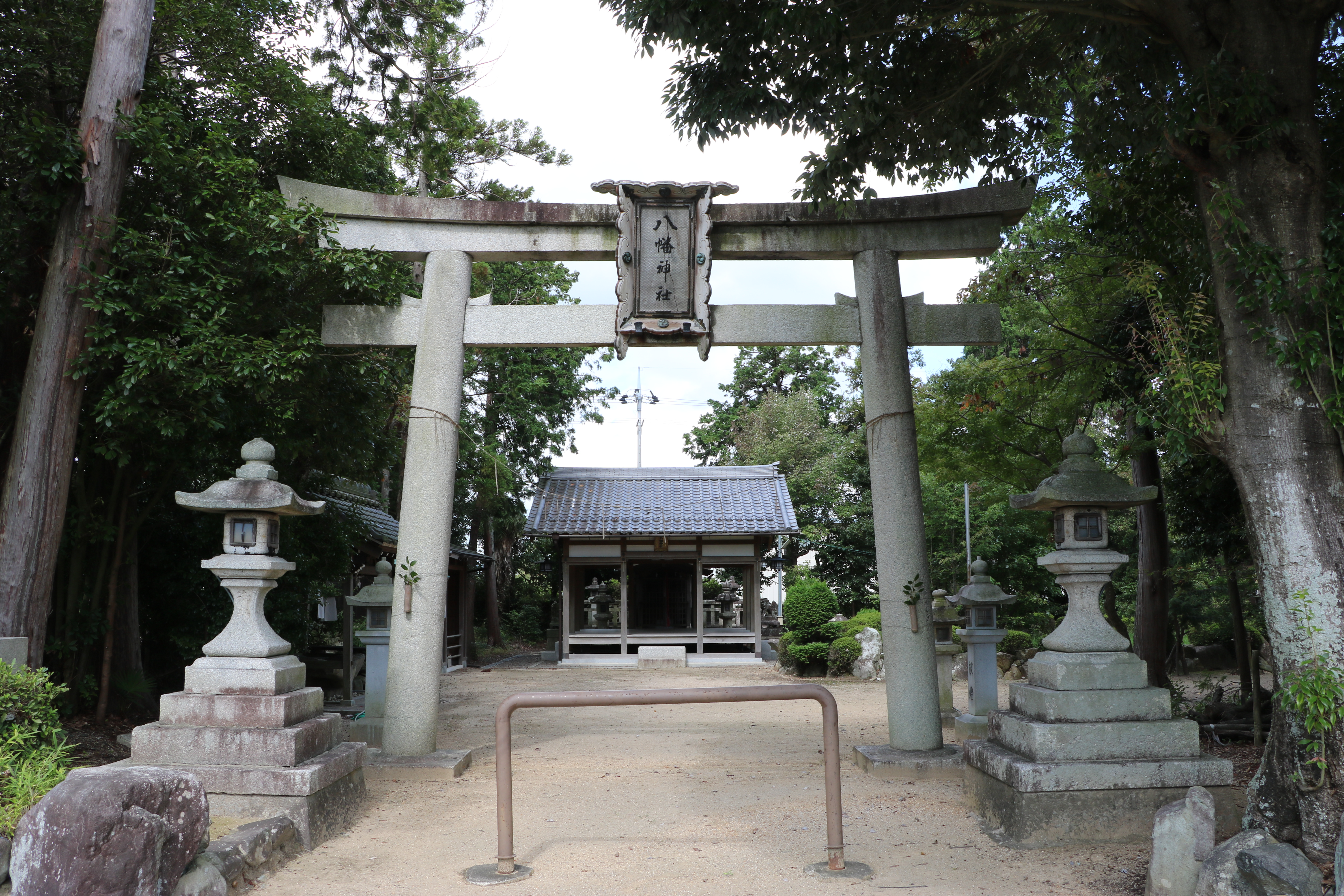
南花沢のハナノキが所在する八幡神社。

## 交通アクセス
所在地
- 滋賀県東近江市南花沢町546[12]。

交通
- 近江鉄道本線八日市線八日市駅下車。ちょこっとバス湖東線乗車約30分。北花沢バス停下車[13]。
- 名神高速道路八日市インターチェンジより車で約10分[13]。